# 洪亮 (1969年)
洪亮（1969年9月—），江苏高邮人，中华人民共和国外交官，现任中华人民共和国外交部边界与海洋事务司司长。

## 生平
洪亮有大学学历。1993年，洪亮进入外交部领事司工作，担任科员。1994年，他调任亚洲司科员，后来任随员。1995年，他被派往中国驻马来西亚大使馆，任随员，后来升为三等秘书。1999年，洪亮回到中国，在外交部亚洲司先后担任三等秘书、副处长、处长、参赞。2006年，他被派往贵州省，任中共清镇市委常委、副市长。2007年，他被任命为重庆市人民政府外事办公室副主任。2008年，他被派往中国驻澳大利亚大使馆，任公使衔参赞。2011年，他返回北京，担任外交部亚洲司副司长。2015年，洪亮出任中国驻缅甸大使。他在当年7月26日抵达缅甸，28日递交国书副本。2018年5月，洪亮结束大使任期，返回中国。之后，他接替易先良担任外交部边界与海洋事务司司长。

## 家庭
洪亮已婚，妻子名叫王雪鸿，二人有一个儿子。